# Großsteingräber bei Kaköhl

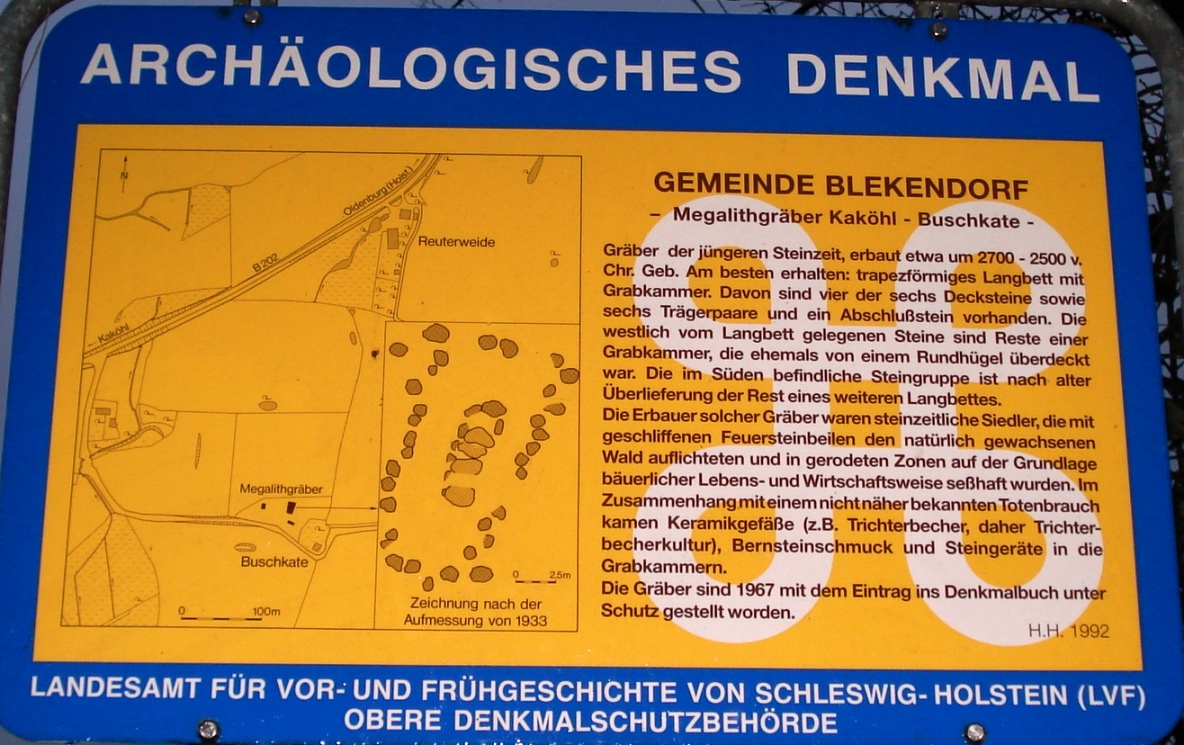
Schild des Landesamtes für Denkmal bei den Megalithgräbern von „Kaköhl/Buschkate“

Als Großsteingräber bei Kaköhl (auch Großsteingräber bei Reuterweide) werden drei Megalithanlagen bei Kaköhl in der Gemeinde Blekendorf im Kreis Plön in Schleswig-Holstein bezeichnet. Die Anlagen werden auf ca. 2800 v. Chr. datiert und stehen seit 1967 unter Denkmalschutz.
Sie befinden sich ca. 300 m südlich der Bundesstraße 202 auf einer Geländekuppe bei Buschkate. Der Weg ist ausgeschildert, die Anlagen sind zugänglich und werden durch ein Schild des Landesamtes für Denkmalschutz erläutert.

## Kaköhl/Buschkate 1

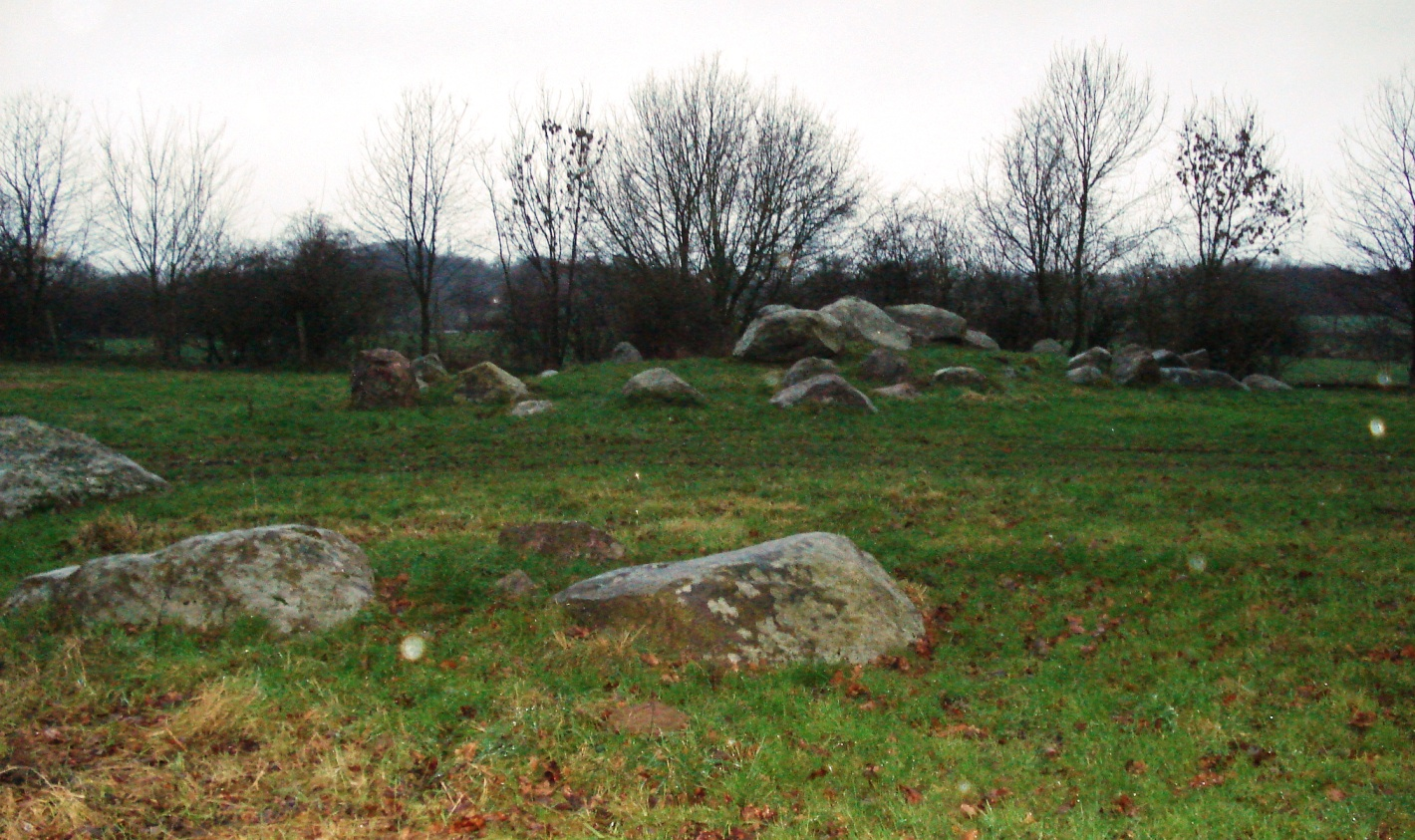
Kaköhl/Buschkate 1, Langbett (im Vordergrund Kaköhl/Buschkate 3)

Es handelt sich um ein leicht trapezförmiges Langbett von etwa zwölf Metern Länge und einer Breite von etwa sieben Metern, am nördlichen Ende und rund fünf Metern am südlichen Ende – erhalten sind die Randsteine. Im Innern befindet sich ein Ganggrab vom Typ „Holsteiner Kammer“ die ursprünglich von je sechs Trag- und Decksteinen und zwei Schlusssteinen gebildet wurde – heute fehlen ein Schlussstein und zwei Decksteine. Der ehemals das Langbett bedeckende Grabhügel fehlt nahezu vollständig. Wird im "Atlas der Megalithgräber Deutschlands" als "Sprockhoff 218" geführt. 54° 17′ 3,8″ N, 10° 42′ 28,9″ O

## Kaköhl/Buschkate 2

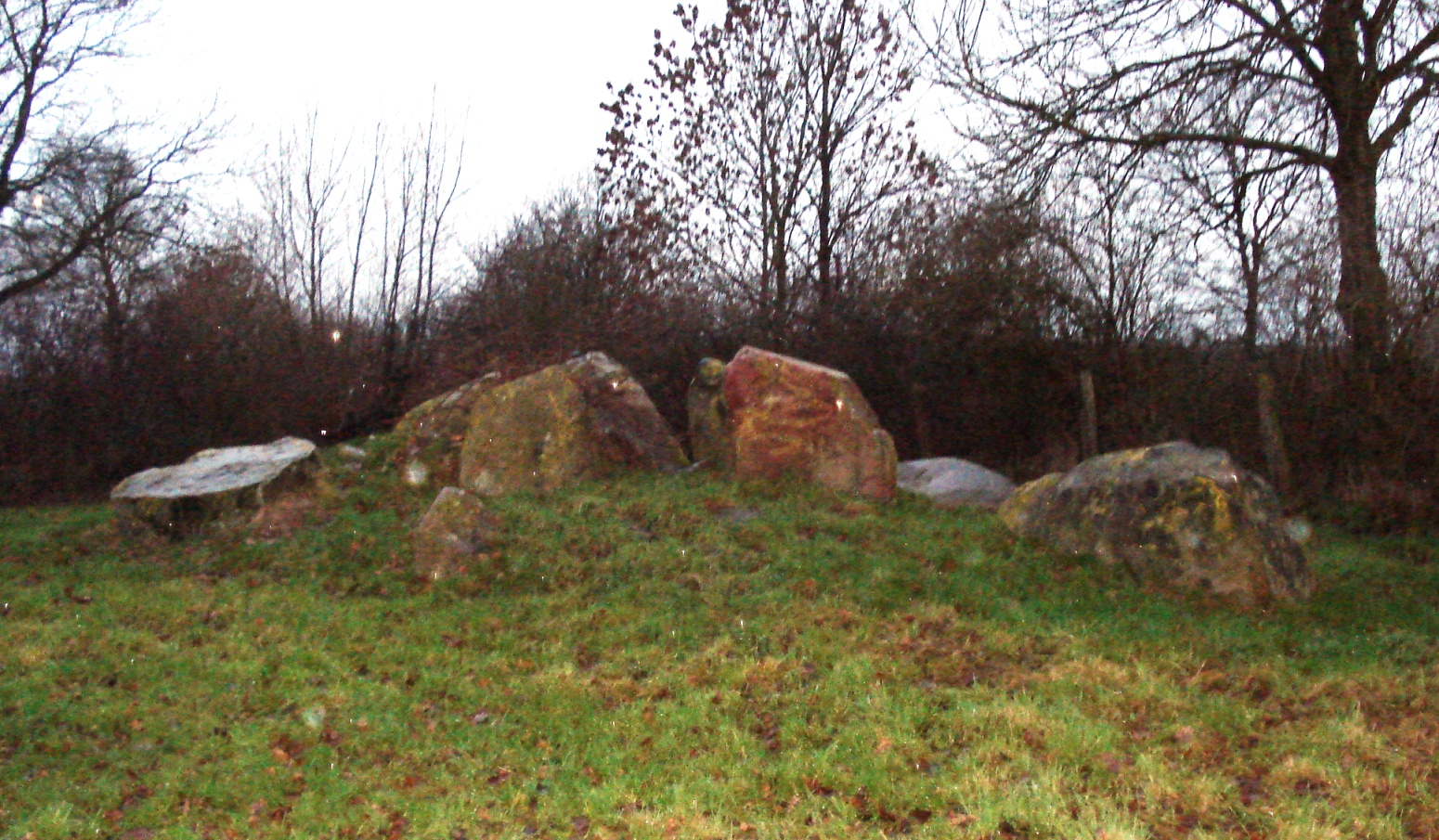
Kaköhl/Buschkate 2, Grabkammer

Erhalten sind die Reste einer – stark gestörten – Grabkammer von rund sieben Metern Länge und vier Metern Breite. Erkennbar sind mehrere mächtige Deck- und Tragsteine. Der die Grabkammer überdeckende Grabhügel fehlt nahezu vollständig. Die Grabkammer befindet sich etwa 30 m westlich von dem Langbett „Kaköhl/Buschkate 1“.
Wird im „Atlas der Megalithgräber Deutschlands“ als „Sprockhoff 219“ geführt.54° 17′ 4″ N, 10° 42′ 26,7″ O

## Kaköhl/Buschkate 3

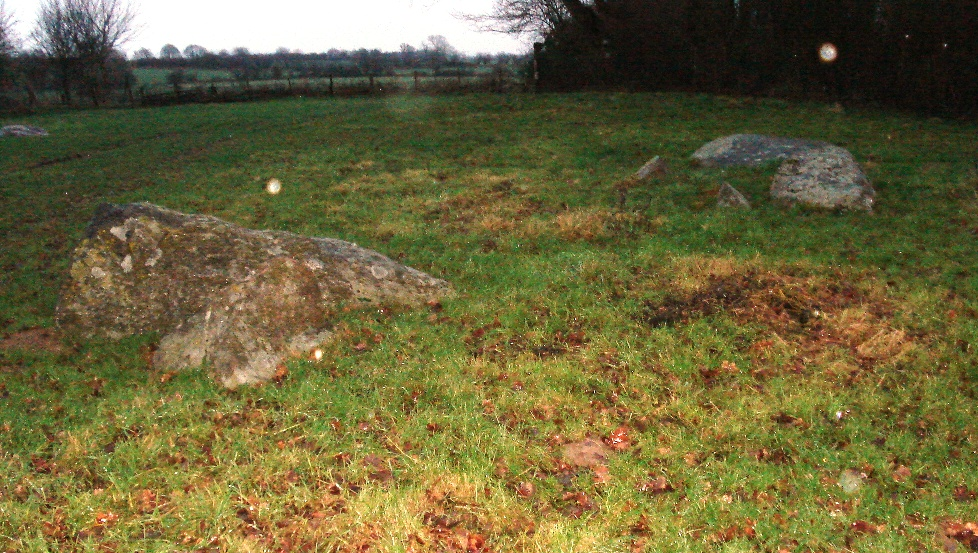
Kaköhl/Buschkate 3, die Reste

Erkennbar sind drei große und zwei kleinere, tief im Boden befindliche Steine, die keinen Rückschluss auf die ehemalige Anlage ermöglichen. Es soll sich um die Reste eines Langbettes handeln. Die Steine befinden sich etwa zehn Meter südlich des Langbettes „Kaköhl/Buschkate 1“. Wird im "Atlas der Megalithgräber Deutschlands" als "Sprockhoff 220" geführt.54° 17′ 3,3″ N, 10° 42′ 28,9″ O